# خورخي بايز جونيور
خورخي بايز جونيور (بالإسبانية: Jorge Páez, Jr.)‏ مواليد 30 نوفمبر 1987 في مكسيكالي، ولاية باها كاليفورنيا، المكسيك، هو ملاكم محترف مكسيكي يصنف ضمن فئة وزن الوسط.

## إحصائيات
خاض خلال مسيرته 50 نزالا، فاز في 39 وتعادل في 2 وخسر في 8. فاز بالضربة القاضية في 20 نزالا.

## روابط خارجية
- خورخي بايز جونيور على موقع بوكس ريك (الإنجليزية) (registration required)